# Retablo de San Juan (Catedral de Orense)
El retablo de San Juan es una obra realizada por Benito Rodríguez Muxica en 1695. Está ubicado en la Catedral de Orense (Galicia, España).

## Historia

### Retablo
El 10 de octubre de 1695 se protocolarizó en la notaría de Gregorio Fernández el contrato del retablo; la capilla a la que estaba destinado fungía en ese entonces como sede de la Parroquia de Santa Eufemia, la cual sería trasladada a su ubicación actual (la Iglesia de Santa Eufemia) el 27 de mayo de 1770. Esta capilla contó con anterioridad con un retablo, tal vez de estilo renacentista, pieza que sería reemplazada por la actual debido a los cambios introducidos en el cabildo por el canónigo Andrés Ruiz de Salamanca. La obra fue comisionada a Benito Rodríguez Muxica, quien para entonces es posible que estuviese trabajando en la Capilla del Santo Cristo, siendo el artista de gran prestigio para entonces ya que la seo no tenía por costumbre realizar encargos a escultores de bajo nivel o de valía no reconocida.: 97–98 
Los orígenes de esta comisión se hallan en el acuerdo capitular del 3 de agosto de 1695, el cual constituía una carta blanca para Salamanca, el deán y el canónigo Ximénez para el arreglo de la capilla, espacio al que se destinó una imagen de la Virgen del Rosario, detalle desconcertante puesto que ya entonces la catedral contaba con una capilla bajo dicha advocación en el trascoro presidida por un retablo obra de Juan de Angés el Mozo. Este espacio sería objeto de gran culto por parte de una cofradía del cabildo, si bien en 1592 Juan de Novoa y Villamarín, tesorero y canónigo de Sevilla, adquiriría el patronato de esta capilla para sí y para sus descendientes. De acuerdo con el acta capitular:: 98 

Acordó el Cabildo se sacasen los cajones de la Capilla de San Juan y se compusiese aquella capilla y que nuestra Señora del Rosario se colocase en la Capilla de San Juan y se saque de allí el confesionario y los Señores Deán, Ximénez y Salamanca corran con esta dependencia disponiendo lo que se ofreciere de ello.: 98 

Las gestiones pasaron por tanto a correr por cuenta del deán, de Ximénez y de Salamanca, aunque este último asumiría la mayor parte de la responsabilidad, siendo este el motivo de que no se consignase ningún dato relativo a la obra del retablo en las actas capitulares, aunque afortunadamente el contrato se ha conservado y permite conocer de manera pormenorizada los requisitos que debía reunir la pieza:: 98 

En la ciudad de Orense a diez días del mes de octubre de mil y seiscientos noventa y cinco años, ante mi escribano y testigos parecieron presentes el Lcdo. Don Andrés de Salamanca, canónigo cardenal en la Santa Iglesia Catedral desta dicha ciudad y dijo que por cuanto en la capilla del Señor San Juan inclusa en la catedral desta dicha ciudad necesita de que se haga en ella un retablo en el altar que hay en dicha capilla a donde está la custodia del Santísimo Sacramento para su mayor veneración y decencia del culto divino, y el otorgante reparando ser util y necesario dicho retablo se trató de ajustar con Benito Muxica, maestro en su arte de escultor se le previno diese la planta de dicha obra en la forma que se había de hacer y entregándola que es la que queda así mesmo por cabeza, firmada de los otorgantes y de mi escribano con las condiciones puestas y en virtud de ello le dio dicha obra al dicho Benito Moxica, maestro de escultor en el precio de los ochocientos reales de moneda de vellón usual y corriente de a treinta y cuatro maravedis cada uno que le ha de dar y pagar en la forma siguiente: trescientos reales luego de contado para prevenir maderas y más aderentes que conducen a principiar dicha obra que ha de dar hecha y fenecida y toda perfecionada según la planta y sus condiciones para en todo el mes de enero del año que vendrá de seiscientos y noventa y seis que se ha de contar desde hoy día de la fecha en adelante hasta que fenezca, y ducientos reales al medio de dicha obra y los trescientos restantes asi que esté fenecida y acabada y cumpliendo dicho maestro con lo pactado y condiciones citadas el otorgante se obligue en forma con su persona y bienes espirituales y temporales presentes y futuros de dar y pagar y que dará y pagará al dicho maestro Benito Muxica o persona en su nombre los dichos ochocientos reales de vellón a los plazos y en la forma que van señalados y los trescientos restantes luego de contado para la prevención de materiales de suerte que no lo haciendo ha de ser visto parar en el proseguimiento de dicha obra por cuenta y riesgo de dicho otorgante y queriendo proseguir dicho maestro consiente dicho Don Andrés ser compelido a la paga. Presente dicho maestro Benito Muxica que aceptó las dichas nueve capitulaciones y tratados que quedan firmadas pro cabeza se obligó en forma con su persona y bienes muebles y raíces, habidos y por haber a guardar y cumplir lo aquí contenido y cada una de dichas condiciones de por si, sin que falte cosa alguna y por cuanto una de las primeras es que ha de dar fianzas a la seguridad y cumplimiento de perfeccionar y fenecer obra desde luego cumpliendo con ella, dijo daba y dio por su fiador a Melchor Mendez, maestro de obra prima, el cual que presente está dixo le placía dello y se obligaba y obligó en forma con su persona y bienes muebles y raíces habidos y por haber de que el dicho maestro Benito Muxica cumplirá en todo y por todo con lo aquí expresado y contenido en las condiciones que van por cabeza y no lo haciendo ni cumpliendo asi y en lo que queda obligado él como su fiador lo cumplirá y pagará sin que falte cosa alguna a los plazos y en la forma que va referido y a ello consiente ser executado, compelido y apremiado por todo rigor via sumaria o ejecutiva y para que lo cumplirán y execución dello dieron todo su poder cumplido sometiéronse […] y otorgaron escritura de obligación y fianza en forma y le firmaron los dichos Don Andrés y Benito Muxica y por el dicho Melchor Mendez haber dicho no saber a su ruego lo hizo un testigo que lo fueron presentes Antonio Fariñas, Pedro Fernández y Francisco Fernández, vecinos desta dicha ciudad y yo escribano de todo ello doy fe conozco a los otorgantes.

Condiciones que se han de guardar por el Maestro Benito Muxica; por parte de Don Andrés Ruiz de Salamanca, canónigo cardenal en la Santa Iglesia Cathedral desta ciudad en la obra del retablo que se ha de hacer para la Capilla del Glorioso San Juan inclusa en ella, que son las siguientes:

1. Primeramente es condición que el maestro que toma esta obra se ha de obligar por escriptura guarentixa y lo mesmo sus fiadores a guardar las condiciones que abaxo irán señaladas y firmadas de dicho Don Andrés de Salamanca, maestro y escribano por delante quien pasare dicha escriptura.

2. Item. es condición que dicho Maestro se ha de obligar a guardar la planta así en lo alçado como en lo plantado que se le ha de dar y se pondrá junto a estas condiciones firmada asi mesmo de dicho Don Andrés, escribano y maestro sin que quite, añada ni ponga cosa ninguna sin licencia expresa del dicho Don Andrés de Salamanca y acuerdo de maestro que el sobredicho nombrare, y si añadiere alguna cosa sin dicha licencia sea por cuenta del dicho maestro Benito Muxica y si le quitare algo de lo dicha planta él y sus fiadores lo vuelvan a demoler por su cuenta y ponerlo conforme a dicha traza y planta a vista de otro maestro que dicho Don Andrés nombrará cuando le pareciere y fuere necesario.

3. Item. es condición que por la planta referida que queda por cabeza de estas condiciones se ha de hacer la obra y ha de tener diez y nueve quartas de alto y catorce cuartas de ancho según la proporción que le corresponde y en dicha planta han de entrar siete caxas y un trono para la caxa maior con su peana para una imagen de Nuestra Señora que ha de tener una cuarta de alto y cinco cuartas de ancho la caxa del medio. Y el alto que le correspondiere a dicha imagen y las seis caxas restantes para las imágenes de los santos con todo el ancho y alto que asi mesmo le correspondieren.

4. Item. es condición que encima de dicho retablo ha de llevar un cielo liso con la frontera labrada por delante que cubra el retablo y altar de pared a pared.

5. Item. es condición que las maderas para esta obra han de ser nogal las que se hubieren de poner delante y las demás de castaño, bueno y seco, limpio que ha de traer a su costa dicho maestro.

6. Item. es condición que los hierros que fueren menester para fixar y asegurar dicho retablo y cielo los ha de dar y poner a su cuenta, puesto todo ello en la capilla del Sr. san Juan desta Cathedral.

7. Item. es condición además de las referidas que aunque en dicha planta no están dibuxadas cuatro columnas salomónicas las haya de poner y ponga en el remate de las cuatro caxas pequeñas y el trono se ha de entender y se entiende el que va dibuxado en el postre de dicha planta.

8. Item. es condición que dicha obra hay de ir segura y no en parte alguna sospechosa y no lo haciendo así, dicho Don Andrés de Salamanca puede llamar maestro o maestros peritos en dicha arte y la haya de volver hacer de nuevo no haciéndose conforme a la dicha traza y planta referida y más condiciones que aquí van puestas.

9. Item. es condición que dicha obra la ha de dar hecha toda ella para en todo el mes de enero que vendrá de seiscientos y noventa y seis y por razón della dicho Don Andrés de Salamanca ha de dar y pagar ochocientos reales de moneda de vellón usual corriente de a treinta y cuatro maravedís. cada uno en esta manera, trescientos reales de contado para comprar maderas y empezar a obrar; ducientos así que esté hecha la mitad de la obra y los trescientos reales restantes acabada y fenecida la cual ha de poner libremente en la dicha capilla de San Juan a su costa y mención, las cuales ha de guardar y cumplir según y en la forma referida sin que falte cosa alguna y las firmaron Don Andrés de Salamanca y maestro juntamente con mi escribano que de ello doy fe.: 107–109 

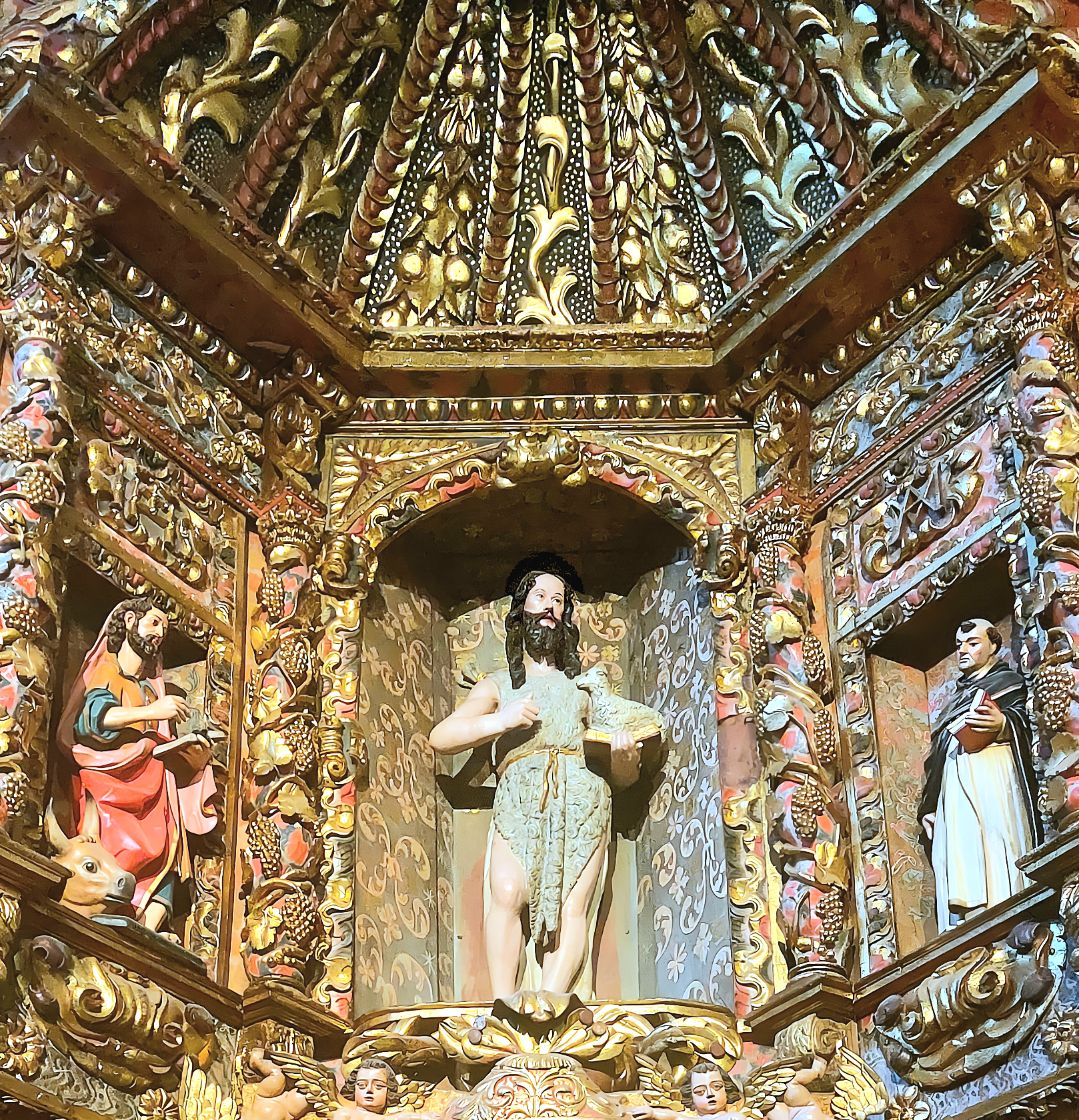
Tallas de San Lucas, San Juan Bautista y Santo Tomás de Aquino.

El retablo difiere en varios aspectos de las condiciones plasmadas en el contrato; en la escritura se mencionan «siete caxas y un trono» mientras que actualmente posee seis cajas. Pese a la contundencia de las afirmaciones de que la traza debía respetarse y que la misma no debía sufrir ninguna variación, no era raro en estos casos que a medida que avanzaban las obras estas experimentasen alguna que otra modificación por diversos motivos, aparte de que muchas veces estas aseveraciones no eran más que puros formalismos que se tenía por costumbre copiar de un contrato a otro. Según Miguel Ángel González García, antiguo delegado de patrimonio de la diócesis de Orense, la disposición inicial preveía un total de cuatro cajas en el primer cuerpo la cual se vería alterada con motivo de la inclusión del sagrario, pieza reaprovechada de estilo manierista que no estaba contemplada en el contrato y que haría que el primer cuerpo pasase de albergar cuatro cajas a tres, con el consiguiente aumento de tamaño de la caja central y su transformación en un falso pabellón para cobijar la custodia.: 99 
Existe sin embargo la posibilidad de que el contrato con Muxica nunca se hubiese llegado a realizar y que el actual retablo sea fruto de una nueva escritura concertada con otro escultor, tal vez Francisco de Castro Canseco por guardar la pieza importantes analogías con este artista, si bien González García lo asigna a Muxica ya que la cronología se corresponde con el estilo y, sobre todo, porque un acuerdo capitular fechado el 26 de marzo de 1697 da a entender que el retablo ya estaba terminado, no existiendo en esas fechas ningún otro documento en el que se sugiera otra autoría. En este acuerdo consta lo siguiente:: 99 

Tratose de la propuesta del Sr. Salamanca sobre el culto que se ha de dar a la imagen de Nuestra Señora del Rosario nuevamente colocada en la Capilla de San Juan y habiéndose tratado, conferido y disputado largamente este punto se resolvió que todos los domingos del año se diga el Rosario en la capilla de San Juan y el día de la Anunciación de Nuestra Señora, que es el de su colocación se diga en la Capilla de San Juan cantada la misa que el mayordomo que es o por tiempo fuere del Rosario había de cantar en la capilla del Rosario sin contravenir este acuerdo en manera alguna y en este día y en su víspera se diga así mismo el Rosario en la Capilla de San Juan.: 99–100 

Sumado a esto, cabe la posibilidad de que la intervención de Muxica se corresponda únicamente con la parte central y que el resto de la obra pertenezca a Castro Canseco y, por ende, hubiese sido realizada posteriormente, todo ello con el fin de dar más volumen a la pieza, cuyos motivos ornamentales poseen muchas de las características del catálogo de Canseco, aunque presentes a su vez en el quehacer de otros artistas.: 100  En consonancia con lo anterior, la imaginería ubicada hoy día en la estructura tiene muy poco que ver con la primitiva; pese a que este cambio en la iconografía debería constar documentalmente en algún acuerdo, en las actas capitulares no figura ningún dato que explique esta circunstancia, siendo altamente probable que los canónigos dejasen de lado este asunto y trasladasen la total responsabilidad de este hecho a Salamanca, verdadero artífice de la vida artística de la seo entre finales del siglo xvii y principios del xviii. Las tallas no guardan ningún tipo de relación a nivel estilístico ni cronológico con Muxica ni tampoco con Canseco; varias de fecha anterior al retablo fueron dispuestas desde un primer momento mientras que otras se colocaron tras ser desinstaladas de otros retablos o capillas a lo largo del tiempo, sin poderse precisar el momento exacto en la mayoría de los casos. En lo referente a la imagen de la Virgen del Rosario, a día de hoy perdida, se ignora de qué talla se trataba pese a ser el motivo principal para la creación del retablo; tampoco se sabe si en principio se pensó en destinarla a la presidencia del conjunto y más tarde se decidió disponer una imagen del titular de la capilla, pieza que actualmente preside el retablo y que dada su importancia no fue retirada al igual que el resto.: 101–102 
En cuanto al sagrario, este es una magnífica obra manierista elaborada por Aymon Pourchelet, cuya labor en Orense está ampliamente documentada, si bien esta es la única pieza de su catálogo que se puede asignar al artista con total seguridad. Cuando se produjo el encargo de la custodia la Parroquia de Santa Eufemia tenía su sede en la Capilla de San Juan, circunstancia que consta en los protocolos notariales de Juan Fernández de Luaces fechados en 1583 y en los de Pedro Feijoo, estos de 1592. El sagrario se estaba realizando en 1583 ya que ese mismo año Pourchelet dio poder a su esposa, a su cuñado y al racionero Juan Pérez para cobrar de los sacerdotes y mayordomos de la Parroquia de Santa Eufemia la cantidad que se le debía por la factura de la custodia, la cual debía estar finalizada para 1591 puesto que Blas González, párroco de Santa Eufemia, dejó en su testamento la suma de 10 ducados para ayudar a costear la policromía de la misma. Entonces y ahora es costumbre que en los retablos de nueva factura se haga uso de imágenes y ornamentos procedentes de otros anteriores siempre y cuando se hallen en buenas condiciones y posean cierto mérito artístico; este caso abunda en lo referente a los sagrarios, los cuales se empezarían a elaborar con gran riqueza de detalles a partir del Concilio de Trento.: 102–103 

### Capilla

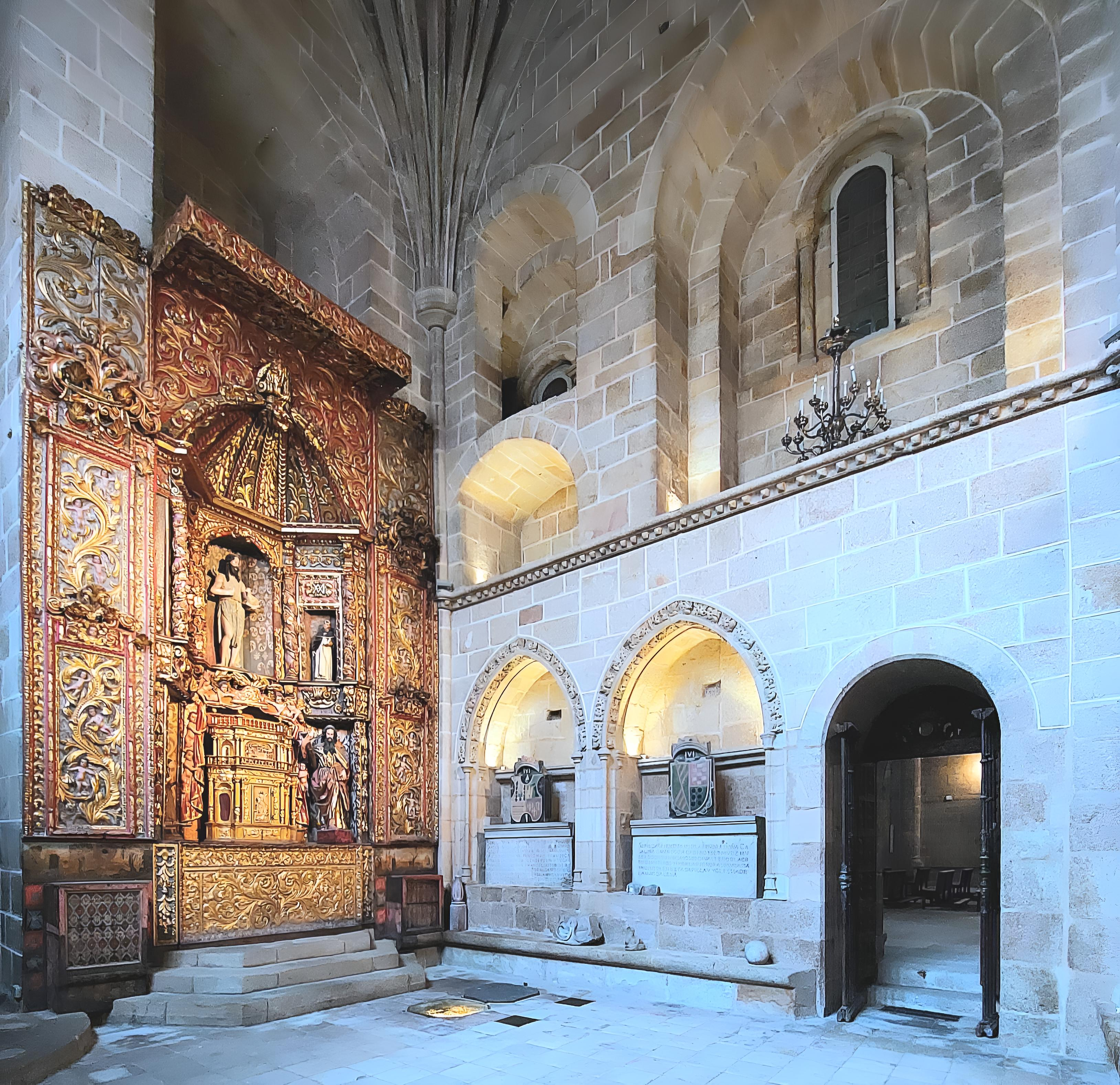
Capilla de San Juan.

Consta la existencia de la capilla desde 1227, año en que el deán Oduardo (también referido como Oduario) fundó por voluntad testamentaria varias capellanías las cuales «dotó con su lugar de Cotelo, en Santa Cruz de la Rabeda, otro en el Cumial, unas viñas en Carballeira y otras cosas», todo con la obligación de que los capellanes cantasen algunas horas o, como mínimo, los oficios de difuntos en la Capilla de San Juan. Vuelve a haber noticias de este espacio catedralicio en 1248 ya que el obispo Lorenzo, quien regía la seo desde 1218 además de ser artífice de la mayor parte de las obras del templo, falleció el 1 de enero de dicho año y fue sepultado junto a esta capilla tal y como consta documentalmente. Destruida en 1471 tras el asalto llevado a cabo por Rodrigo Alonso Pimentel, conde de Benavente, en su lucha contra Pedro Álvarez Osorio, conde de Lemos, la capilla fue reedificada pocos años después por el cabildo, corriendo Pimentel con todos los gastos.: 151–152 
Antiguamente dio en este espacio sus lecciones el canónigo lectoral, conservándose a día de hoy alrededor de los muros las banquetas de piedra donde tomaban asiento las personas que acudían a oírlas. Entre los mandatos hechos por el obispo Juan de San Clemente en su visita de 1586 consta la siguiente orden: 

Item por cuanto la capilla de San Juan donde lee el canónigo de Sagrada escritura en lección ordinaria es muy fría y húmeda y los Beneficiarios y otros Sacerdotes y estudiantes que entran a oír padecen detrimento por no haber asientos cómodos, manda S. S.a se aforren los poyos con madera y se pongan algunas tablas donde pongan los pies, y lo cumplan dentro de dos meses.: 154 

Cerrada al público en el siglo xix y utilizada durante más de una centuria como trastero, la capilla fue reabierta el 29 de junio de 2005 con motivo de la exposición Camiños de paz. Mane nobiscum Domine. El espacio volvería a cerrar casi una década después debido a una intensa labor de restauración valorada en 245 000 euros y acometida durante ocho meses entre 2013 y 2014. Entre las tareas llevadas a cabo destacan el arreglo de los ventanales, la solución a los problemas de humedad, y la reintegración de una parte del retablo hasta entonces custodiada en el Museo Catedralicio. La capilla volvería a abrir sus puertas a finales de 2014 con motivo de la exposición Francisco. Estrella de Belén y Camino, muestra dedicada al belenismo celebrada en recuerdo de los 800 años transcurridos desde la peregrinación de San Francisco de Asís a Santiago de Compostela.

## Descripción

### Retablo

#### Arquitectura
El retablo se halla emplazado sobre unas gradas en el muro del crucero y se encuentra perfectamente encajonado entre el paramento occidental del extremo norte de la nave y un contrafuerte levantado aproximadamente en la mitad del área frontal de la capilla que posiblemente se erigió para contrarrestar la fuerza de la bóveda del crucero, aunque a nivel técnico es más probable que dicho contrafuerte estuviese ya contemplado en la fábrica de la capilla dada su necesidad de ubicarse dentro de una de las arcadas que soportan la bóveda. De concepción eminentemente vertical, el diseño del retablo hace gala de una gran originalidad y se aleja en buena medida de los esquemas tradicionales tan repetidos en los retablos barrocos. En esencia se estructura en dos cuerpos de tres calles coronados por un cascarón, siendo la calle central la más notable, la cual se enmarca con las calles de los extremos y se realza con el remate, coronado este por un guardapolvo, elemento previsto en el contrato, todo ornamentado con hojas de gran tamaño y traza sinuosa casi cerrando círculos dentro de los cuales se hallan diminutas figuras de querubines desnudos, con los paneles rematándose con volutas a manera de peineta y al aire. Estas características guardan un poderoso vínculo con la labor de Canseco ejecutada en la Capilla del Santo Cristo y en otros lugares, dentro siempre de la estética barroca, sobre todo del barroco orensano, y con gran preocupación por llenar los espacios en lo que casi llega a converger en el recargado arte churrigueresco.: 100 
El frente del retablo constituye un ejemplo perfecto del gusto por la solemnidad de la talla dorada. El cascarón que cobija los dos cuerpos cuenta con siete gajos, ornamentado cada uno por figuras fitomórficas. El cuerpo inferior alberga en el centro el sagrario, engrandecido con un falso pabellón labrado y decorado con cortinajes sujetos por serafines, una solución de gran elegancia que Gaspar Becerra utilizó en el retablo mayor de la Catedral de Astorga y que posteriormente gozaría de gran aceptación a lo largo y ancho de la península, incluyendo Galicia y, particularmente, Orense. El cuerpo superior alberga una hornacina de medio punto en el centro considerablemente más grande que las de los extremos, de forma rectangular. A los lados destacan cuatro columnas salomónicas, tal y como se indica en el contrato, disponiéndose sobre ellas dos resaltes a manera de tarjetones con los anagramas IHS (Jesús) y MA (María), siendo posible que este último lugar fuese el emplazamiento primitivo de la imagen de la Virgen del Rosario. Las figuras que componen los ornamentos de, entre otros, los entablamentos y perfiles, se mezclan artísticamente con adornos de gran resalte, cartelas, festones, cogollos y otros motivos más planos aunque igual de efectivos. La obra en su conjunto provoca en el espectador una sensación de barroquismo pleno que alcanzaría su máximo esplendor en la Capilla del Santo Cristo, íntimamente ligada al retablo de San Juan. Respecto a la policromía, de autoría desconocida, esta se compone principalmente de dorados que ayudan a resaltar el carácter suntuoso de la obra, siendo los perfiles de las molduras de color rojizo y el fondo azul marino, todo en perfecta armonía con el dorado.: 100–101  

#### Imaginería
San Juan Bautista 
El Bautista, de autoría anónima, figura de pie ataviado con pieles y señalando con su mano derecha el cordero que sujeta con la izquierda. Cronológicamente podría situarse en el periodo en el que se elaboró el sagrario e incluso podría atribuirse a Pourchelet, siendo anterior al retablo, en el que ocupa la hornacina principal por tratarse del titular de la capilla, lo que le valió no solo mantenerse en el mismo emplazamiento con la creación de la nueva estructura sino el no ser retirado al igual que el resto de imágenes, realizándose la hornacina que preside acorde a su tamaño.: 104 
Magdalena penitente 
De autoría anónima al igual que la talla de San Juan Bautista y fecha desconocida, esta imagen fue colocada en el retablo en sustitución de una talla de Santa Bárbara del siglo xviii hoy situada frente al retablo de la Virgen del Pópulo, donde forma pareja con una talla también anónima de Santa Lucía fechada en la misma centuria.: 54  La Magdalena se muestra en su iconografía tradicional (el crucifijo que sujetaba con su mano izquierda se ha perdido) y siguiendo el esquema impuesto por Pedro de Mena al igual que otra imagen del siglo xviii ubicada en la Capilla del Santo Cristo, de autor desconocido y procedente de Madrid.: 88 
San Andrés 
Esta talla es la de mayor tamaño junto con San Juan Bautista. El apóstol aparece apoyándose firmemente en una cruz aspada con el brazo derecho y sujetando un libro con la mano izquierda. La obra fue tallada por algún maestro del siglo xvii y muestra una vistosa barba resuelta en mechones simétricos. Cabe destacar que en la seo hubo una capilla dedicada a San Andrés en lo que a día de hoy es la sacristía; cuando esta se construyó la capilla fue desplazada unos pocos metros al oeste, sitio en el que actualmente se ubica el retablo de la Virgen del Carmen, lugar en el que existió un retablo en honor a Santa Catalina donde se veneraba una imagen del santo, talla que se cree se corresponde con la que hoy día alberga el retablo de San Juan y que por lo tanto constaría en unos apuntes redactados por Manuel Sánchez Arteaga a finales del siglo xix, época en la que dicha imagen figuraba ya en el retablo de San Juan.: 104  
Santo Tomás de Aquino 
El santo se muestra ataviado con el hábito de los dominicos y exhibiendo sobre su pecho el sol típico de su iconografía. Recoge su manto elegantemente con la mano derecha mientras que con la izquierda sostiene un libro. La talla se fecha en el siglo xvii y se desconoce tanto su autoría como su procedencia.: 104–105 
San Lucas 
El evangelista figura con larga y espesa barba, acompañado por un toro a sus pies y en actitud de escribir ya que en su mano izquierda porta un libro y un tintero. La imagen es de muy buena factura y hace gala del manierismo de entre finales del siglo xvi y principios del xvii. Anteriormente presidía la desaparecida Capilla de San Lucas, emplazada no muy lejos del coro, situado en origen en el centro de la nave y retirado en 1937, año en que el retablo del trascoro, dedicado a la Virgen del Rosario, fue conducido a la Capilla de San Lucas, la cual ya cobijaba un retablo que fue en consecuencia retirado, pasando la talla del santo a la Capilla de San Juan. La Capilla de San Lucas, actual Capilla del Rosario, fue fundada en 1603 por el licenciado Lucas Calderón, maestrescuela y doctoral de la seo, quien encargó la labor a Juan Bautista Celma, autor a mayores de la reja que la cierra. La participación de Celma sugiere que él mismo puede ser el autor de la imagen de San Lucas ya que el artista asumió toda la responsabilidad de la obra, a lo que hay que añadir que la figura cuenta con el estilo propio del escultor, como drapeados angulosos aunque de gran suavidad y un rostro muy similar a los de otras tallas suyas realizadas en madera que María Dolores Vila Jato estudió en profundidad, destacando particularmente el retablo de la iglesia del pazo de Santa Cruz de Ribadulla (La Coruña) y, sobre todo, el retablo de la Iglesia de San Esteban de Orón (Burgos).: 105 

#### Sagrario

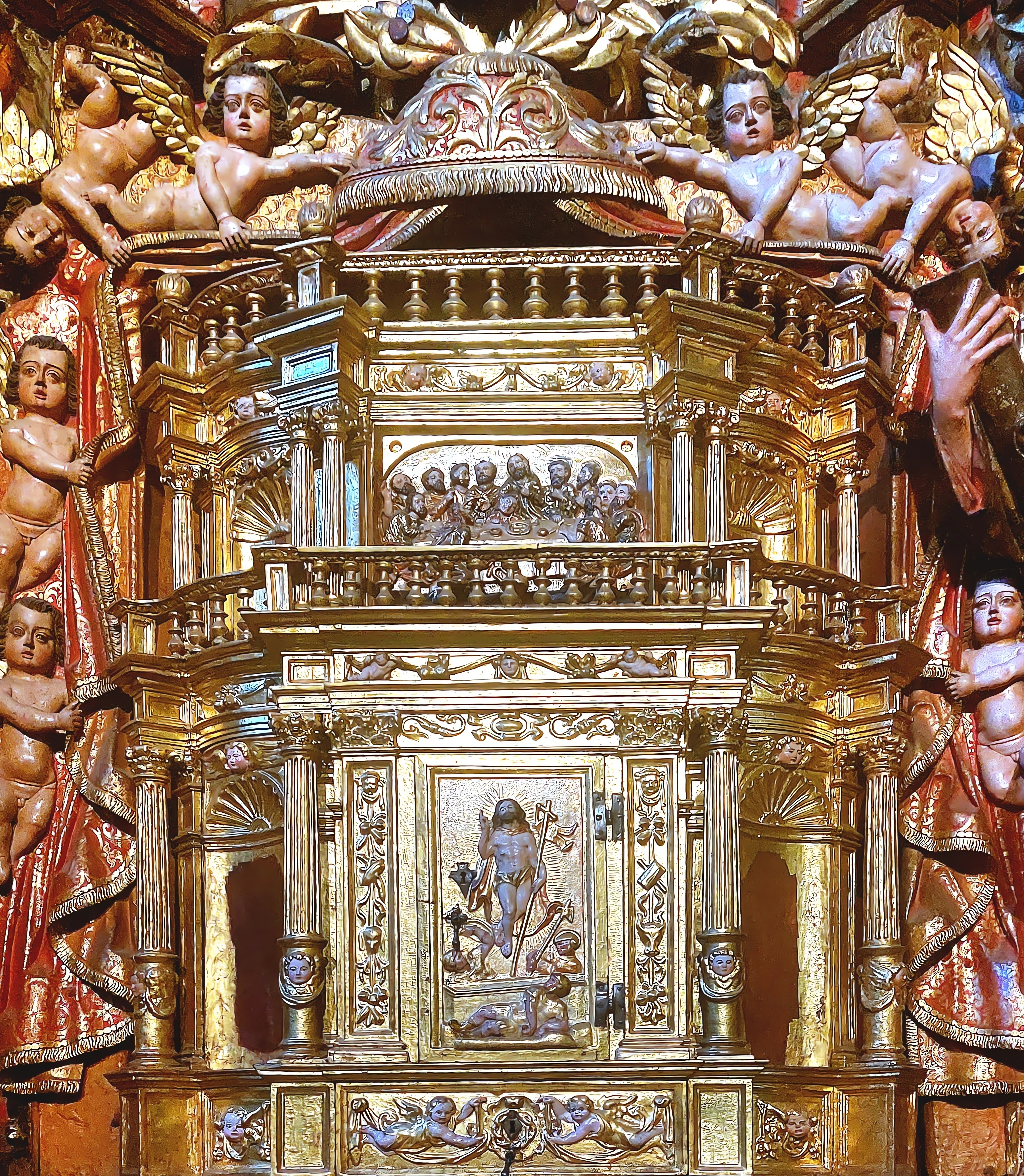
Sagrario.

A medio camino entre el manierismo y el arte renacentista, aunque más tendente al primero, el sagrario ocupa el nicho central del primer cuerpo, bajo un falso pabellón donde varios querubines descorren una cortina. La pieza en sí posee gran valor en lo que a arquitectura se refiere; se estructura en dos cuerpos con tres calles sobre una base en cuya sección central se halla un cajón, elemento normalmente utilizado para guardar los corporales y ornamentado tan solo con dos angelotes simétricos portadores de guirnaldas y una cartela centrando el cierre. El primer cuerpo, que es el principal, cuenta como elemento decorativo primordial con una puerta en la que se halla en bajo relieve la Resurreción y a ambos lados dos franjas verticales de corte puramente renacentista, destacando bucráneos, frutas y mascarones, mientras que las calles de los extremos lucen pequeños pilares de orden corintio y fuste terciado, con el tercio inferior decorado con rostros angelicales y los otros dos tercios con estrías en vertical y destacando en las calles laterales unos nichos avenerados de medio punto que seguramente mostraban imágenes representativas de San Pedro y San Pablo, hoy perdidas. Por su parte, un friso de pequeñas dimensiones conduce al cuerpo superior, en cuya zona central se ubica un bajo relieve de la Última Cena, estando la calle central separada de las laterales por diminutos pilares dobles de fuste estriado. En las calles de los extremos, al igual que en las del cuerpo inferior, destacan nichos avenerados cuyas imágenes también se han perdido, si bien estos nichos, a diferencia de los otros, se cierran al igual que la zona central con una artística balaustrada compuesta de columnillas torneadas, muy parecida a la que corona el conjunto y que se sustenta en un friso idéntico al que divide ambos cuerpos. Por último, destaca en la cara interior de la puerta del sagrario una representación pictórica de la Fe en la que figura una matrona ataviada con prendas de gran volumen la cual porta una cruz en una mano y un cáliz en la otra.: 102–104 

### Capilla
La capilla es de grandes dimensiones y se encuadra en los últimos tiempos del estilo ojival. La bóveda que la cubre, de complejas nervaduras, se estriba sobre cuatro delgadas y elevadas columnas colocadas en los ángulos de los muros, decorados los del norte y oeste con grandes ventanales ojivales que adoptan la forma de múltiple ajimez con vistosa crestería flamígera entreverada en las entreojivas. La ventana situada en el occidente quedó inutilizada cuando en 1592 se instaló a sus espaldas el retablo de la Virgen de las Nieves, sito en la capilla homónima, mientras que la ventana norte conserva todavía muchos de los vidrios policromados con los que debió estar primitivamente ornamentada. Destacan a su vez ocho arcos ojivales de varios nichos abiertos en tres de los muros de la capilla por su rica decoración, consistente en hermosas hojas de vid las cuales destacan gracias a su moldura cóncava, hallándose entre ellas diversas figuras de hombres y de animales. En los nichos del paramento sur se encuentran los sarcófagos y escudos de Juan Gayoso Noguerol Prado y Gato y su esposa Catalina de Neira Mendoza Bermúdez de Castro, en los que destacan las siguientes inscripciones:: 152–153 
| Sarcófago de Gayoso | Sarcófago de Mendoza |
| --- | --- |
| Sepultura y entierro de D. Juan de Gayoso Noguerol y Prado caballero profeso de la Orden de Santiago familiar del Santo oficio Regidor y Alférez Mayor cabo y capitán de la ciudad de Orense y su partido por su magestad, y de su hermano el dotor D. Sorje Arias Noguerol Consultor del Santo oficio colegial mayor de Oviedo en Salamanca y oidor de Sevilla adonde murió año 1632 y su hermano trasladó sus huesos año de 16 […] señores de esta Iglesia y 61.: 153 | Sepultura y entierro de la señora Doña Catalina de Mendoza Castro y Bermúdez muger de D. Juan de Gayoso caballero de la orden de Santiago y para las señoras de su casa inclusa en esta Capilla y Iglesia de la Magdalena.: 153 |

Uno de los elementos más destacados de la capilla es la pila bautismal. Pieza de cantería fechada en el siglo xv, posee forma semiesférica y se decora en el exterior con numerosas imbricaciones o escamas, destacando un pequeño pie circular moldurado con boceles de gran grosor. Ubicada la pila sobre una grada, en el interior se cobija un segundo recipiente del siglo xix notablemente más pequeño y de mayor calidad el cual se erige como el verdadero depósito, quedando el otro relegado a recoger el agua derramada durante el bautismo (consta que a finales del siglo xix el cabildo bendecía el agua en Sábado Santo y en la vigilia de Pentecostés). Otro de los elementos más llamativos es un pozo situado a los pies del retablo y cubierto con una placa de vidrio; con una profundidad de 5,68 metros y el nivel del agua a 2,77 metros de altura, se cree que el conde de Benavente quiso destruir la capilla con el fin de privar a la catedral del suministro de agua ya que la seo carecía de aljibe.: 79–80  Cabe destacar que el pozo, el cual cuenta con un motor para la extracción de agua actualmente fuera de servicio, fue usado siglos atrás como punto de referencia para la ubicación de los enterramientos; a mediados del siglo xv el sepulcro del deán Oerii se encontraba «ante ostium capell. S. Johan, juxta puteum, in monumento lapiedo et alto», el del obispo Lorenzo «in grota juxta portam qua itur ad eccles. S. Johannis», y el del canónigo Pedro Miguélez «in monumento plano juxta puteum S. Johannis».: 71  Además de emplearse para llenar la pila bautismal, el pozo era utilizado también para consumo propio por el sacristán y su familia, quienes vivían en el templo, resaltando el hecho de que pese a que sus aguas se consideran termales, no tiene sin embargo ninguna conexión con Las Burgas. Respecto a la puerta de acceso a la capilla, esta sobresale por su estilo ojival y por decorarse con nueve pequeños arcos concéntricos y abocinados que estriban en delgados pilares adosados a los codillos, contrarrestando de esta forma el enorme grosor del muro que separa la capilla de la nave.: 155 
Sumado a lo anterior, cabe resaltar que este espacio está destinado a acoger parte del inventario del Museo Catedralicio, destacando entre las piezas que alberga un ara romana; pequeños fragmentos labrados en piedra de origen medieval; un lienzo anónimo de San Martín del siglo xviii en el que el santo aparece partiendo su capa para el mendigo; las ánforas de los óleos, obra de Carlos Rodríguez en 1866; el Ángel trompetero, talla pétrea del siglo xiv; la Virgen de la Leche, imagen también pétrea del siglo xiv; y la maquinaria del reloj de la catedral, fabricada por Casa Murua, de Vitoria, en el siglo xx.: 74–76  Por último, en esta capilla se conserva el mateano tenante del altar románico de la seo, pieza descrita por José Manuel Pita Andrade en los siguientes términos:

Conviene llamar la atención sobre una preciosa pieza escultórica que hoy se exhibe en el museo. Me refiero a una columna de pequeño tamaño con una figura adosada, con los brazos en alto, que sostuvo seguramente, la mesa de altar donde fue consagrado en 1180. La obra tiene (frente a una cierta tosquedad en el rostro) algunos detalles primorosos como el de los paños adheridos al cuerpo por el pie derecho que se dobla al apoyarse en la más. Pensando en el destino de este soporte y en la función que cumplió en la solemne ceremonia de consagración de la catedral, cabe evocar la presencia activa de maestros íntimamente vinculados a Mateo por los mismos años en que se colocaban los teles del pórtico de la gloria.: 74 

## Galería de imágenes

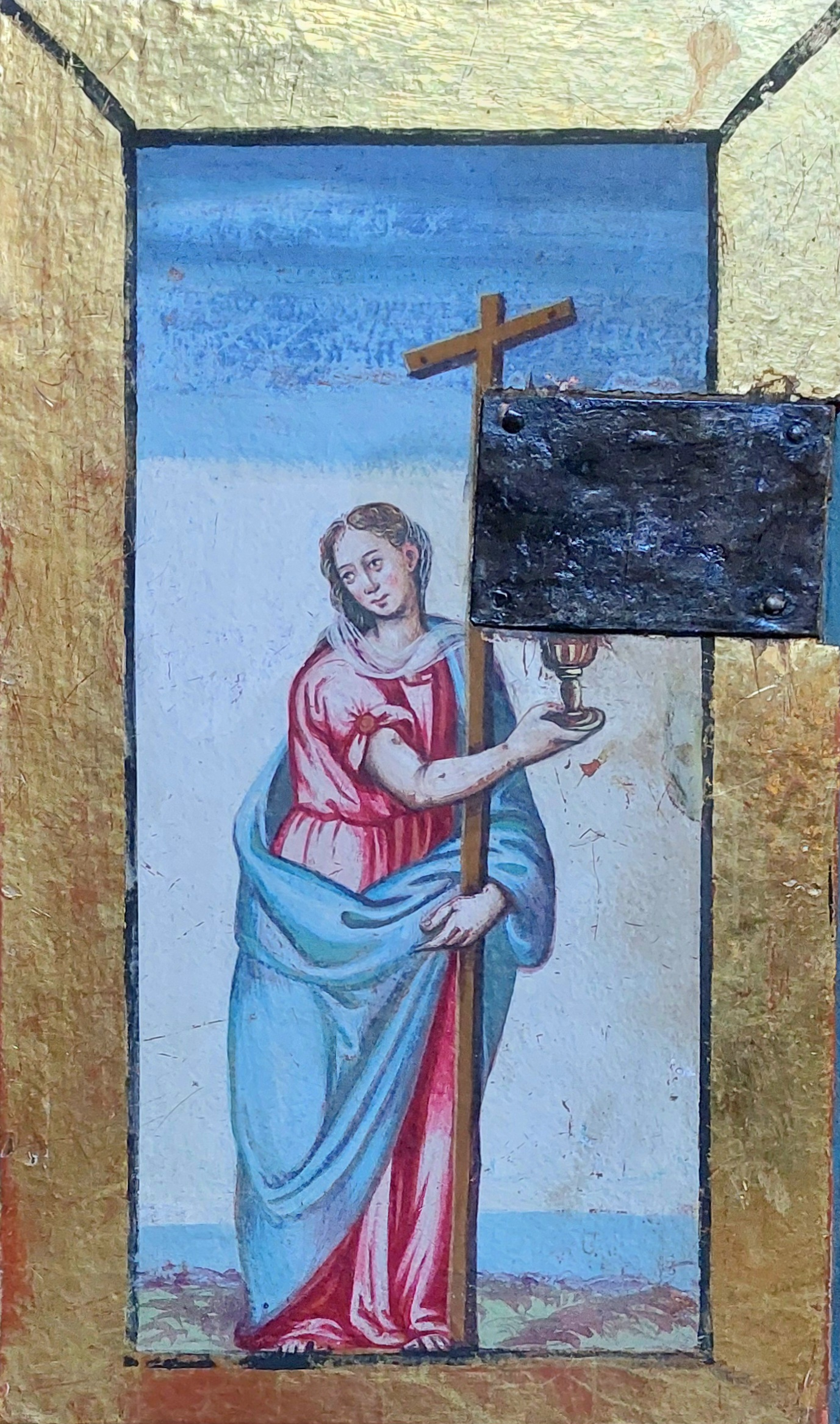
Representación de la Fe en la puerta del sagrario.
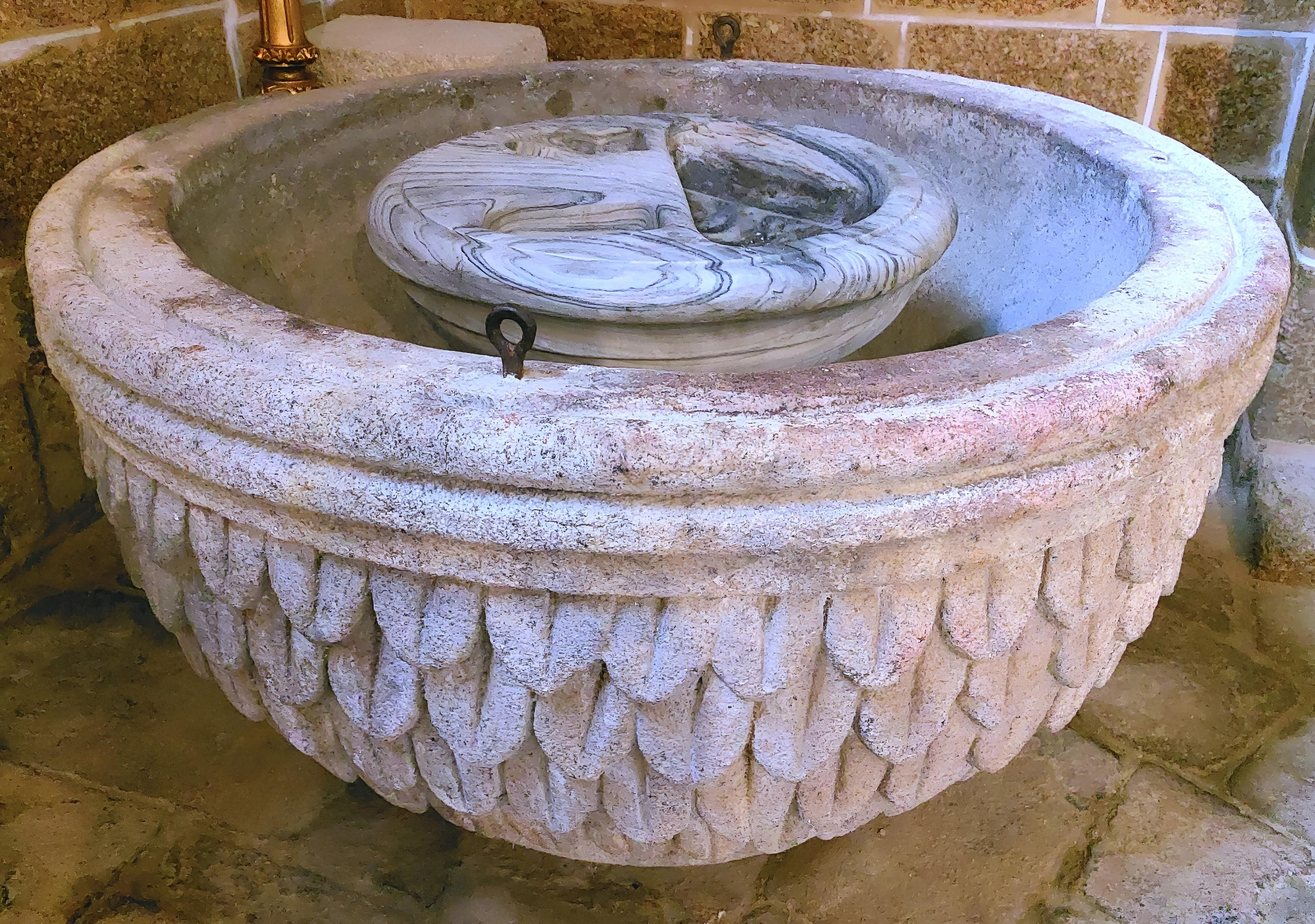
Pila bautismal.
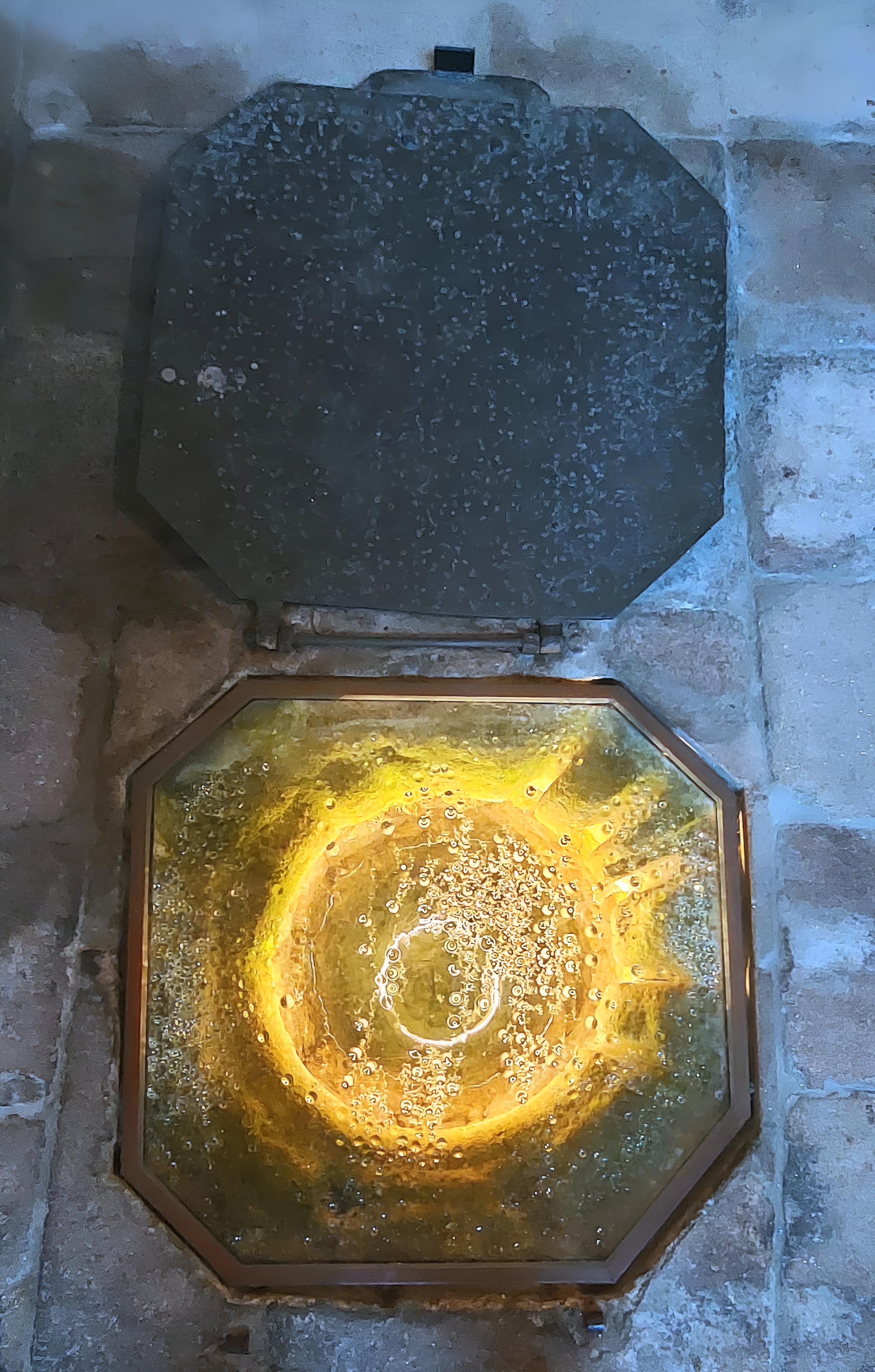
Pozo.
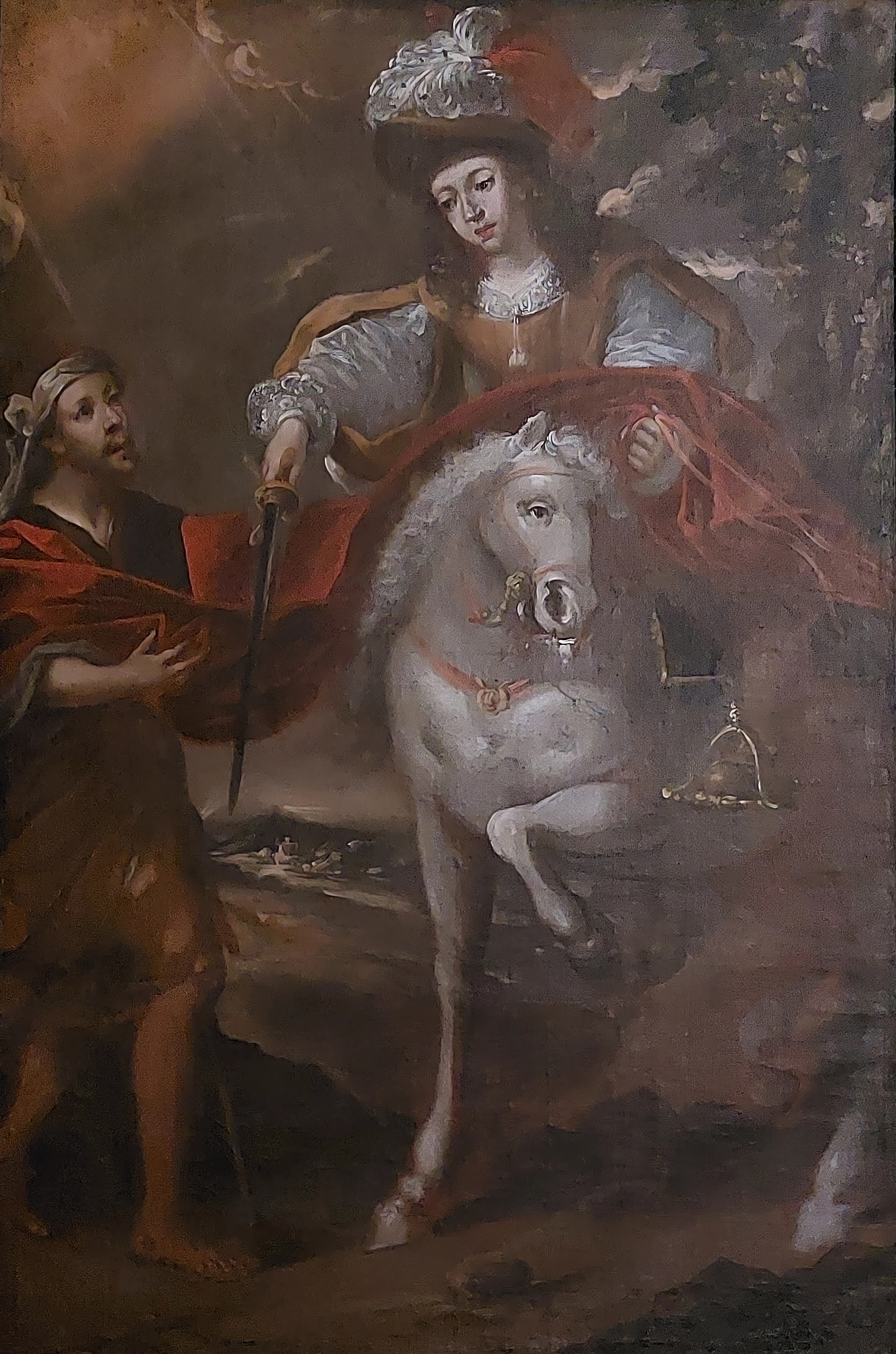
Cuadro de San Martín.
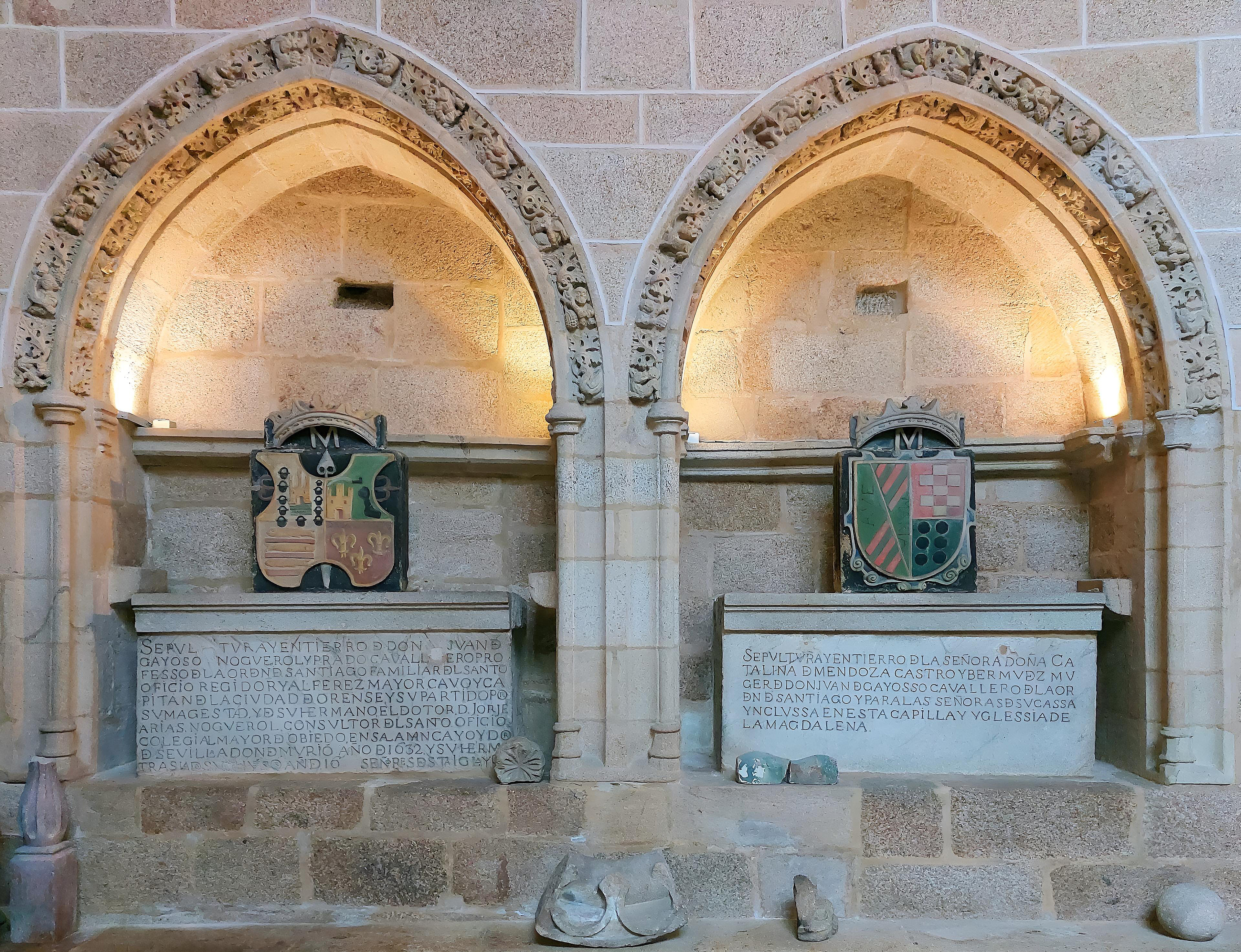
Sepulcros de Gayoso y Mendoza.
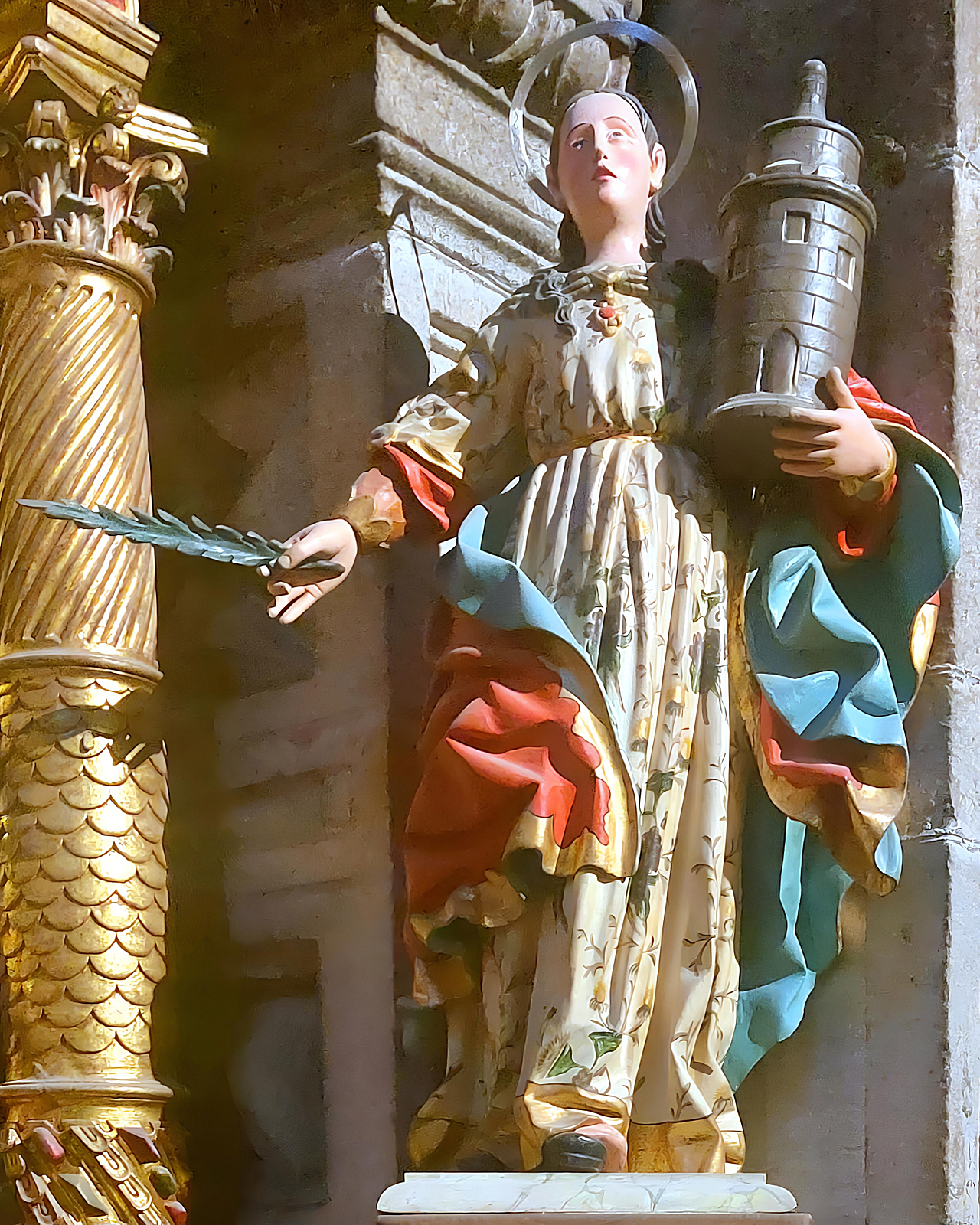
Talla de Santa Bárbara.